# Ford Aerostar
Der Ford Aerostar war der erste Van von Ford und wurde im Sommer 1985 eingeführt.
Der Aerostar war zu seiner Zeit einmalig, da er den Hinterradantrieb und die Zugfähigkeiten eines Lieferwagens wie des Chevrolet Astro oder GMC Safari mit der Bedienerfreundlichkeit eines PKW, wie des Dodge Caravan oder Plymouth Voyager vereinigte. Der Aerostar wird oft als „Midivan“ bezeichnet, da er größer als die „Minivans“ von Chrysler, aber kleiner als das, was man in den USA als „Vans“ bezeichnet, ist. Wie die Vans von Chrysler wurde der Aerostar auch in kleiner Zahl nach Europa geliefert, daher ist seine hintere Kennzeichenaufnahme für die größeren europäischen Kennzeichen ausgelegt.
Ende 1997 wurde die Herstellung des Aerostar eingestellt. Er wurde durch den Windstar ersetzt, der schon seit Anfang 1995 parallel gefertigt wurde. Bis zu seinem Produktionsende wurden jährlich über 100.000 Aerostar verkauft, seit 1990 mehr als vom GM-Wettbewerber, sodass Ford zweitgrößter Minivanhersteller in dieser Zeit wurde. Der Aerostar wurde im Ford-Werk in St. Louis (Missouri) gebaut, in dem auch der Ford Explorer, der Mercury Mountaineer und der Lincoln Aviator entstanden. Heute ist dieses Werk geschlossen.
Der Aerostar wurde von der Zeitschrift Motortrend zum Truck of the Year 1990 gewählt.
Anders als die Chrysler-Minivans mit Frontantrieb wurde der Aerostar mit Hinterradantrieb konzipiert. Dies verbrauchte zwar mehr Platz im Innenraum (der Boden war höher), prädestinierte den Aerostar aber als Zugfahrzeug und verbesserte die Fahreigenschaften im beladenen Zustand.
Der Aerostar unterschied sich auch von anderen Minivans seiner Zeit, weil der weder auf einer PKW- noch einer LKW-Bodengruppe entstand. Der offizielle Name der Aerostar-Bodengruppe lautet VN1, die erste Ford-Bodengruppe, die mit Buchstaben bezeichnet wurde (im Gegensatz zu „Fox“ oder „Panther“). Diese Konstruktion wurde entwickelt, da die Ingenieure im Lieferwagenwerk von Ford die Monocoque-Konstruktionen aus dem PKW-Bau nicht gewohnt waren und sich damit auch unwohl fühlten. So zeichneten sie eine Monocoque-Variante mit Rahmenträgern für den Aerostar, ähnlich wie es bei den Vans der G-Serie von GM und der zweiten Generation des Jeep Cherokee sowie beim heutigen Honda Ridgeline der Fall war. Das aerodynamische Styling mit der nach vorne abfallenden Nase ähnelte dem Ford Taurus, der ebenfalls 1986 eingeführt wurde. Ein früher Werbespot verglich den Aerostar in der Seitenansicht mit dem Space Shuttle. Die meiste Zeit wurde der Aerostar aber als Teil des Ford-Lieferwagenprogramms vermarktet.

## Mechanische Konstruktion
Frühe Modelle waren mit Fords 2,3 l–„Lima“-Vierzylinder-Reihenmotor ausgestattet und wirkten wegen der nur 100 PS (74 kW) untermotorisiert. Auf Wunsch war ursprünglich der 2,8 l–V6-Motor von Ford Köln mit 115 PS (92 kW) erhältlich. Ab 1988 wurden beide Maschinen nicht mehr angeboten. Ab dieser Zeit gab es entweder den 3,0 l–„Vulcan“-V6 mit 145 PS (107 kW) des Taurus und Ranger oder ab 1990 auch den 4,0 l–V6 von Ford Köln mit 155 PS (114 kW) aus dem Explorer und Ranger. Der 4,0 l überholte den 3,0 l Vulcan schnell.
Da der Aerostar Lieferwagenteile besaß (Bremstrommeln, Achsaufhängungen, Räder etc. waren alle austauschbar mit dem Ranger, dem Bronco II und dem Explorer), gab es auf Wunsch fast alle Antriebsteile der Lieferwagenserie. Viele Aerostar wurden mit 15″- oder 16″-Rädern eines Explorer oder Ranger ausgestattet.
Ein bemerkenswerter Unterschied war aber, dass der Aerostar eine Aufhängung der Antriebsachse mit drei Lenkern an Schraubenfedern hatte wie der Crown Victoria oder der Mustang. Es gab zwei verschiedene manuelle Fünfganggetriebe, beide aus den Lieferwagenprogrammen von Ford und Mazda. Das zuerst eingebaute Getriebe von Mazda hieß TK-5. Später kam das Mazda M5OD-R1, das von Ford entworfen, aber bei Mazda gebaut wurde. Es sah dem M5OD-R2 der Ford F-Serie und des Ford Bronco zwar ähnlich, war aber nicht austauschbar.

### Der Aerostar mit Allradantrieb (E-4WD)
Dieser war für Kunden gedacht, die mehr Traktion wollten, als ein Hinterradantrieb bieten konnte. Von 1990 bis 1997 gab es einen elektronisch gesteuerten Allradantrieb bei den XLT- und Eddie Bauer-Modellen. Dieses System unterschied sich von Allradsystemen anderer Ford-Fahrzeuge, da es bei Durchdrehen der Hinterräder automatisch, ohne Zutun des Fahrers, den Vorderradantrieb zuschaltete. Den Unterschied machte das Dana TC28-Zentraldifferential, das mit seiner elektronisch geregelten Kupplung für einen echten Antrieb aller vier Räder sorgte.
Alle E-4WD-Aerostars hatten den 4,0-l-V6-Motor von Ford Köln mit 160 PS (118 kW). Den Aerostar gab es entweder mit den vorher erwähnten Fünfganggetrieben (bis 1995) oder mit der A4LD-Vierstufenautomatik. Ab 1996 gab es wahlweise die Vierstufenautomatikgetriebe für den 3,0-l-Motor 4R44R und den 4,0-l-Motor 5R55E, die das vorherige Modell ersetzten. Ab 1997 war das 5R55E Standard.

## Aerostar (1985–1988)

### 1985

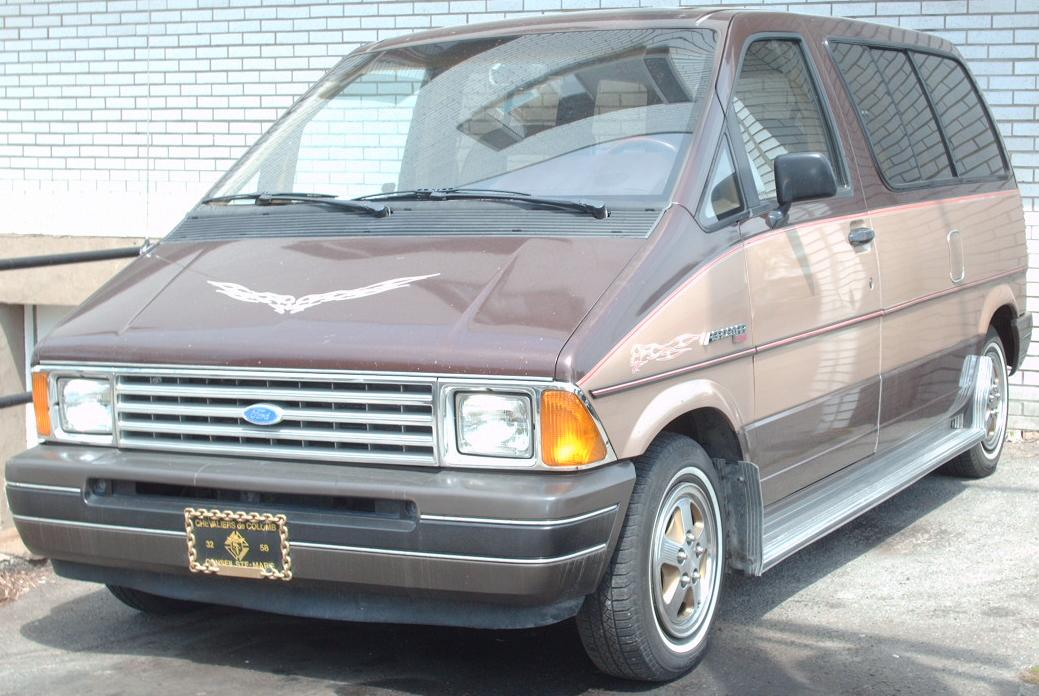
Ford Aerostar (1985–1988)

Der Ford Aerostar wird mit nur einer Karosserieform als Basis-Lieferwagen, XL-Basis-Van und XLT-Deluxe-Van eingeführt.

### 1988
1988 gab es verschiedene Vereinfachungen: Der Vierzylindermotor fällt weg und der V6 aus Köln wird durch den 3,0 l-V6 des Taurus ersetzt, was den Benzinverbrauch senkt. Die Ausstattung des XLT-Modells wird durch Wegfall der Zweifarbenlackierung und Veränderung an der Chromausstattung vereinfacht (s. unten).
- Da alle Aerostar jetzt den Vulcan-V6 haben, entfällt das V6-Logo an den vorderen Blinkleuchten.
- Das Aerostar-Logo wandert von den vorderen Kotflügeln an die linke Seite der Heckklappe; je nach Ausstattung hat das Logo einen roten oder grauen Grund.

Als Spitzenmodell wird das Eddie Bauer eingeführt. Es hat die meisten Ausstattungsdetails der XLT-Version (meistens als Grundausstattung), aber eine besondere Außenausstattung. Es gibt wieder eine Zweifarbenlackierung, aber anstatt der Fahrzeugseiten werden nur die Schweller und Radläufe beige lackiert. 14″-Aluminiumräder gehören zur Grundausstattung des Eddie Bauer, aber es gibt sie auch auf Wunsch beim XLT. Einzelne Rücksitze sind nun auf Wunsch beim Eddie Bauer und beim XLT lieferbar.

## Aerostar (1989–1991)

### 1989

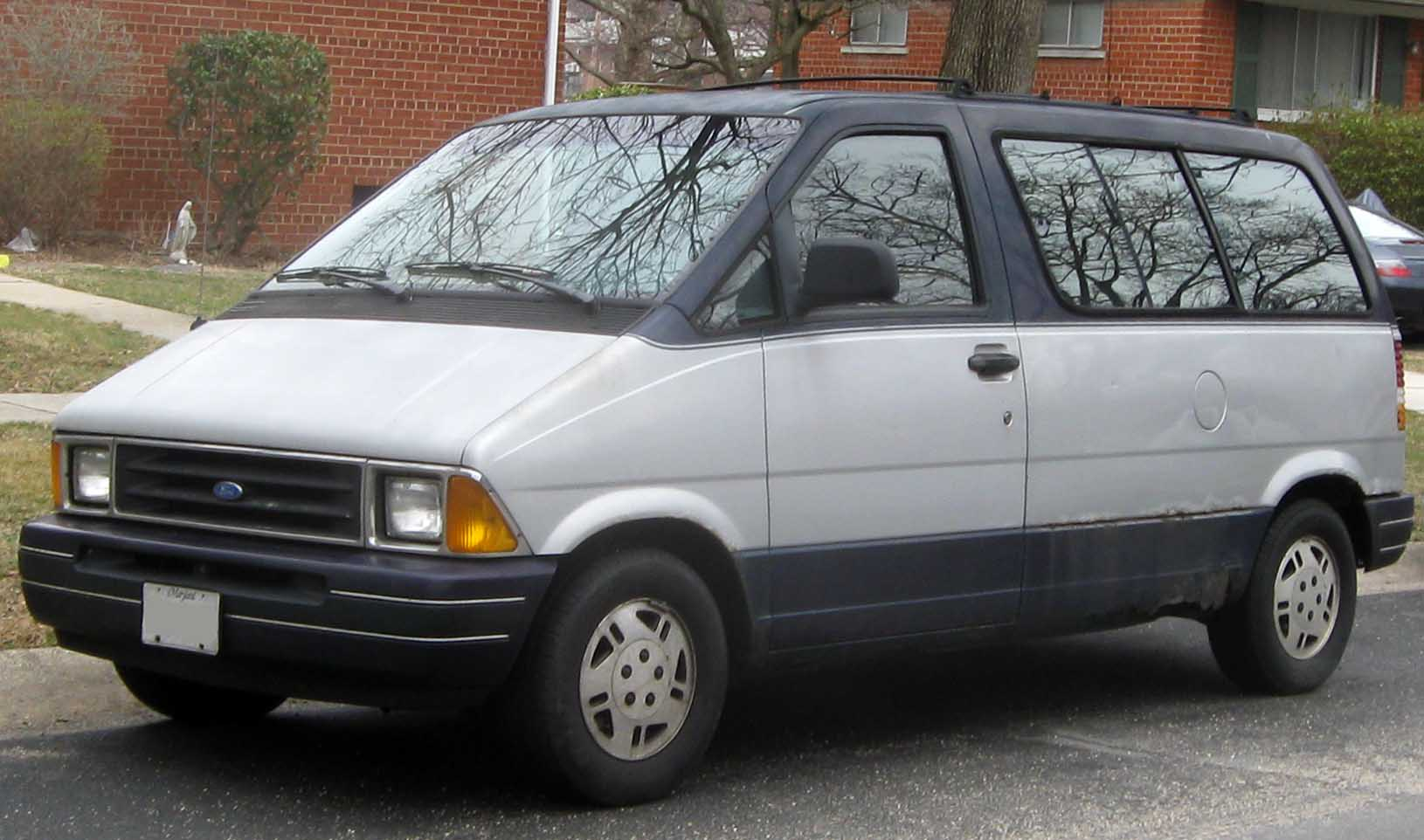
Ford Aerostar (1989–1991)

Das Äußere der Wagen wird geringfügig überarbeitet („Generation 1,5“). Der Kühlergrill zeigt nun kein Wabenmuster mehr, sondern ist dunkelgrau mit drei Öffnungen.
- Neue Radzierblenden unterscheiden den Aerostar vom Ranger und Bronco II. Eine der beiden Arten ähnelt der des Tempo, die andere (5 dreieckige Öffnungen mit breiten Speichen) bleibt dem Aerostar vorbehalten.
- Der verlängerte Aerostar wird als Lieferwagen und Van geliefert. Die neue Version, hinter der dritten Sitzreihe 356 mm länger, trägt keinen eigenen Namen.

### 1990
In diesem Jahr übernahm der Aerostar die Ausstattungsdetails des Astro und des Safari, womit Ford hinter Chrysler nicht mehr den dritten, sondern den zweiten Platz belegt. Veränderungen gibt es nur unter der Motorhaube: Der V6 aus Köln kehrt als 4,0 l–Version zurück. Die Allradversion E-4WD – die erste bei einem amerikanischen Van-Hersteller – wird eingeführt.

## Aerostar (1992–1997)

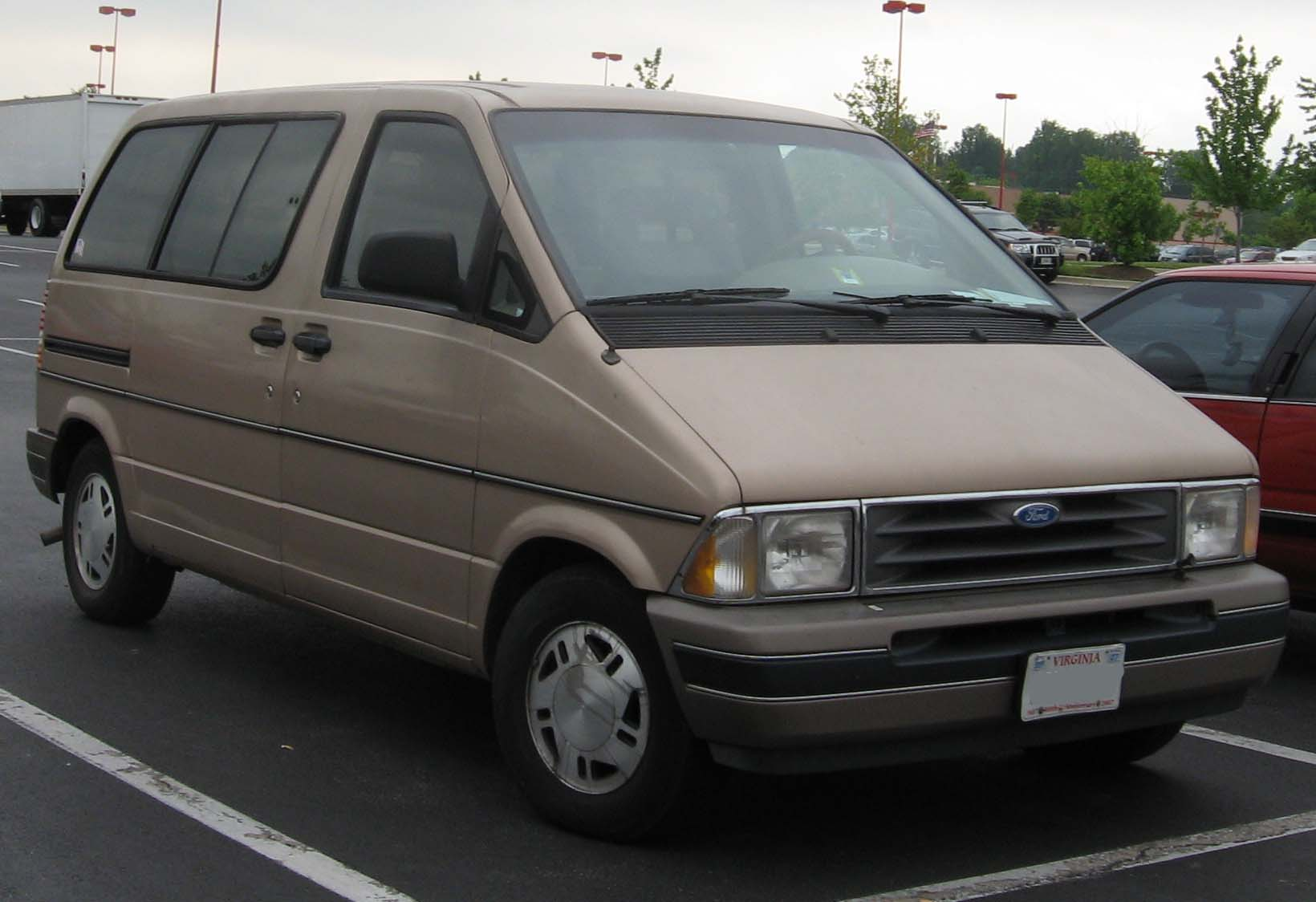
Ford Aerostar (1992–1997)

### 1992
Der Aerostar erhält ein kleines Facelift. Innen bekommt er einen Fahrer-Airbag.

#### Außenausstattung
Obwohl am Blech keine Veränderungen stattfinden, sieht der Aerostar – insbesondere im Vergleich zum 1986er-Modell – von vorne ganz anders aus. Als Reminiszenz an den Namensteil „Aero“ werden die alten Sealed Beam-Scheinwerfer gegen moderne Klarglasscheinwerfer, die bei allen Ford-Modellen eingesetzt werden, ausgetauscht. Die Farbe der Blinkleuchten wechselt von gelb auf weiß, damit sie zu den neuen Scheinwerfern passen. Auch der Kühlergrill wird erneut verändert; das Ford-Logo wandert von der Mitte ins obere Drittel. Dies geschieht wegen des gleichen Erscheinungsbildes des ebenfalls renovierten Econoline und des damals neuen Explorer. Die kleinen Fenster an den A-Säulen werden mehr geschwärzt, damit sie etwas kleiner aussehen.
- Die Zweifarbenlackierung wird als Option auch beim XLT wieder eingeführt, aber im Unterschied zur Eddie Bauer-Version ist die zweite Farbe nicht beige, sondern silber.
- Die Stoßfänger werden bei Zweifarbenlackierung in Wagenfarbe lackiert, bei einfarbiger Lackierung bleiben sie grau. Radzierblenden aus Kunststoff werden eingeführt.

#### Innenausstattung
Um den Sicherheitsanforderungen zu entsprechen, führt Ford 1992 einen SRS-Fahrerairbag ein. Gleichzeitig werden größere Veränderungen an den Schaltern und Bedienelementen, z. B. für die Klimaanlage, die Scheibenwischer und die Beleuchtung, vorgenommen, damit sie den Elementen anderer Ford-Modelle entsprechen. Der Automatikwählhebel wandert von der Fahrzeugmitte an die Lenksäule, der Handbremshebel aber bleibt – wie bei allen Ford-Minivans – in der Mitte. Der Radio bleibt der gleiche, aber sein Bedienfeld entspricht nun nicht mehr dem des Ranger, sondern dem des Taurus. Die Eddie Bauer-Modelle erhalten auf Wunsch eine Lederausstattung.

### 1993–1996
- 1993 kann auf Wunsch ein Kindersitz mitbestellt werden.
- 1994 sollte das letzte Modelljahr werden, daher gibt es keine Veränderungen.
- 1995 wird ein zentrales Bremslicht in die Heckklappe eingefügt. Auch einfarbige Vans haben nun Stoßfänger in Wagenfarbe.
- 1996 gibt es keine Veränderungen. Es ist das letzte Jahr für alle Modelle außer dem XLT-Modell.

### 1997
1997 wird nun tatsächlich das letzte Jahr für den Aerostar. Neben den Lieferwagen gibt es nun nur noch den XLT, und zwar als Grund- und als Deluxe-Modell. Zusammen mit dem 4,0 l-V6-Motor wird nun eine Fünfstufenautomatik – die erste bei einem Minivan – eingebaut.
- Die hinteren Blinkleuchten sind nicht mehr gelb, sondern rot. Häufig werden diese besonderen Rückleuchten auch bei früheren Modellen eingesetzt. Dafür muss eine zusätzliche Bohrung für die Blinkleuchten angebracht werden.
- Es gibt Siebenlochfelgen in der Dimension 14″ × 6″.

## Modelle und Ausstattungslinien

### Aerostar Lieferwagen (1985–1997)
Der Lieferwagen verkaufte sich nicht so gut wie der Van, da die Zwischengröße des Aerostar ihn im Vergleich mit dem GM-Lieferwägen Astro und Safari abfallen ließ. Der Lieferwagen unterschied sich von Van hauptsächlich durch seine zweiteilige Hecktüre, gegenüber der Heckklappe des Vans. Der Lieferwagen wurde nicht exportiert und hatte daher auch nicht die größere Kennzeichenaufnahme des Vans. Obwohl er aufgrund seiner Größe leichter zu fahren war, wurde er selten zum Van umgebaut. Der Transit Connect kann als Nachfolger des Aerostar-Lieferwagens gelten.

### XL (1985–1996)
Für den Aerostar-Van war der XL die Grundausstattung. Er wurde von allen Ausstattungslinien auch am häufigsten geordert. Die meisten Ausstattungsdetails des XLT waren beim XL auf Wunsch verfügbar, somit sind nicht alle XL-Modell einfach ausgestattet. Einige Details, wie den Allradantrieb E-4WD, die Einzelsitze hinten und die Klimaanlage hinten gab es aber nur beim XLT. Auch der 4,0 l-V6-Motor war im XL nur in der Langversion erhältlich.

### XLT (1985–1997)
Das XLT-Modell war die gehobene Ausstattung des Aerostar. Ausstattungsdetails, wie elektrische Fensterheber, elektrisch verstellbare Außenspiegel und Zentralverriegelung waren serienmäßig, ebenso wie getönte Scheiben, Heckscheibenwischer, heizbare Heckscheibe, Automatikgetriebe und ABS (nur an den Hinterrädern). Dazu gab es Radio-Bedienelemente hinten (Schalter für die Hecklautsprecher, zwei Buchsen für Kopfhörer) und 6 Stereolautsprecher, auf Wunsch mit 7-Band-Equalizer. Gegen Aufpreis gab es Einzelsitze hinten, eine umklappbare dritte Sitzreihe (ab Mitte 1989), Digitalanzeigen mit Drehzahlmesser, einen Trip-Computer, eine selbstabblendenden Innenspiegel und umklappbare Armlehnen mit Becherhalter auf den Rücksitzen. Becherhalter gehörten bis 1992 zur Sonderausstattung, aber es gab serienmäßig sechs Aschenbecher und zwei Zigarettenanzünder.

### Eddie Bauer (1988–1996)

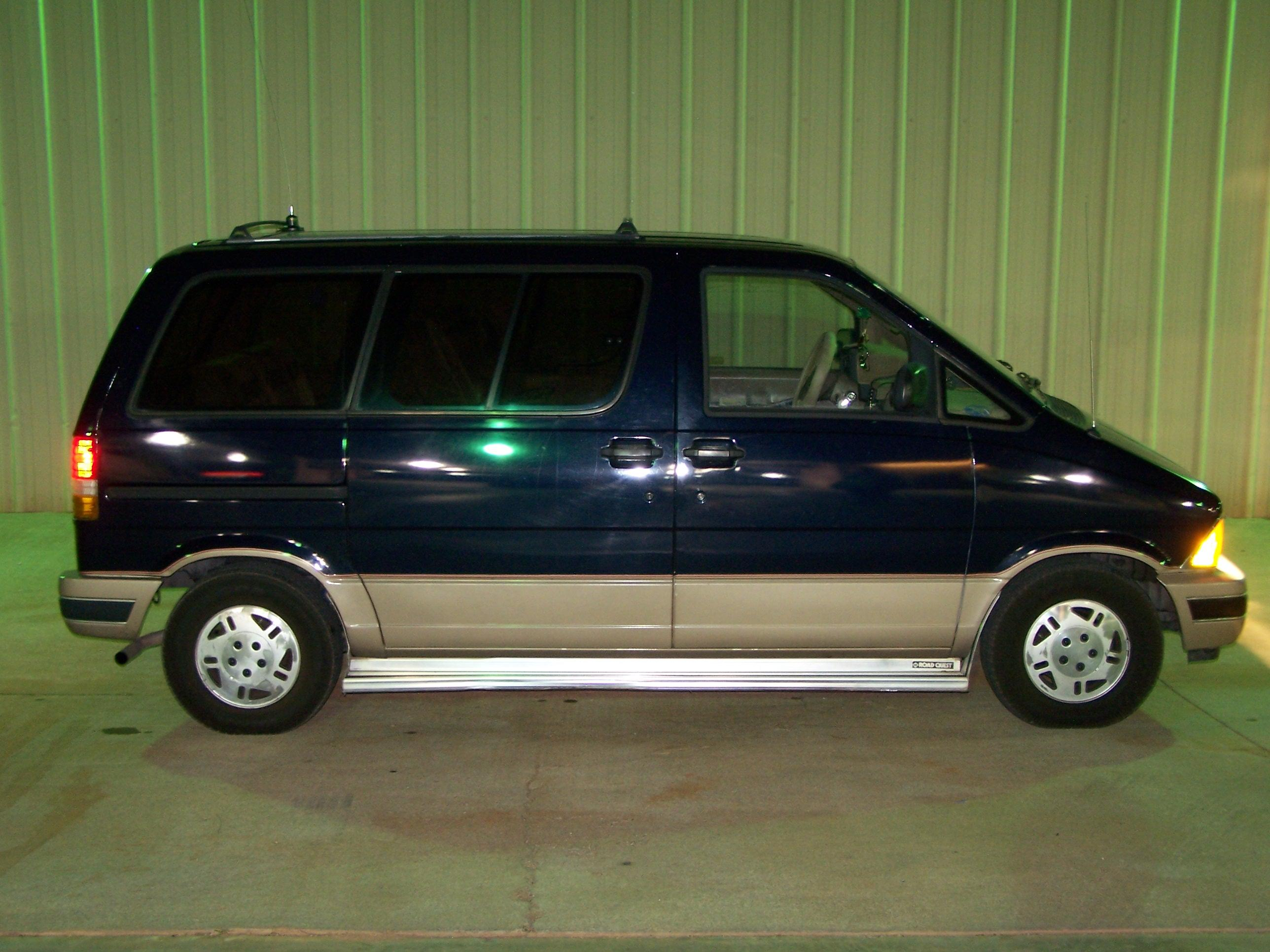
Ford Aerostar Eddie Bauer (1989)

Der Aerostar war einer der ersten Ford (und bis jetzt der einzige Van), der eine Eddie Bauer-Ausstattung bekam. Sie verband die Ausstattungsdetails der XLT-Version mit Zweifarbenlackierung (beige mit einigen kontrastierenden Hauptfarben) und beiger Innenausstattung (Stoff als Standard, Leder auf Wunsch). Ein häufig übersehenes Detail ist die Möglichkeit, zweite und dritte Sitzreihe zu einem Bett zu falten. Einige Eddie Bauer-Vans waren aber auch mit Einzelsitzen in der Mitte ausgestattet.

### Langversion (LWB, 1989–1997)

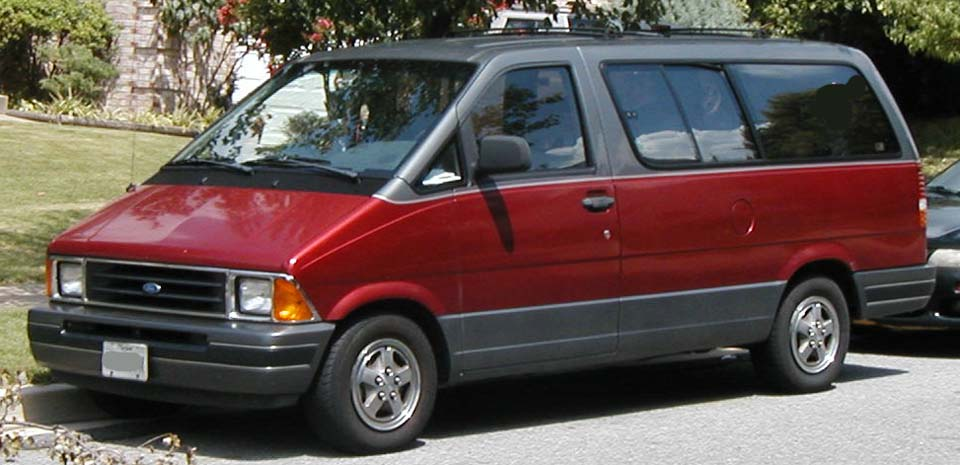
Ford Aerostar LWB (1989–1991)

1989 verlängerte Ford als Antwort auf den Chrysler Grand Voyager den Aerostar hinter der 3. Sitzreihe um ca. 356 mm als Langversion, die allerdings nie einen eigenen Namen bekam. Der Radstand von 3.023 mm blieb gleich, denn er war bereits länger als der des Lincoln Town Car. Aufgrund seines größeren Ladevolumens überholten die Verkaufszahlen der Langversion bald die der Normalversion. Aufgrund des höheren Gewichtes von über 2 Tonnen. war der 4,0 l-V6-Motor entweder serienmäßig (XLT, Eddie Bauer und alle E-4WD-Versionen) oder ein beliebtes Extra (XL).

### Sport (1994–1997)
Die Option Sport war für die XL- und die XLT-Ausstattungslinien erhältlich. Es bestand aus einer Zweifarbenlackierung (helles silber unten mit einer anderen hellen Farbe als Hauptfarbe), einem Frontspoiler, Schweller mit dem Aerostar-Logo und einem SPORT-Logo. Die XL-Modelle hatten große Radzierblenden, die XLT-Modelle Aluminiumfelgen. Es handelte sich dabei also um ein rein optisches Tuning. Der Vulcan-V6 mit 140 PS(103 kW) blieb unter der Haube der XL-Versionen.

## Innenausstattung

### Instrumente
Auf Wunsch gab es bei allen Aerostar digitale Anzeigen; serienmäßig waren sie bei den XLT- und Eddie Bauer-Versionen. Die analogen Anzeigen waren die gleichen wie die digitalen, nur der Drehzahlmesser fehlte. Ab 1992 waren alle Wegstreckenzähler digital.
- Der als Sonderausstattung 1986–1991 lieferbare digitale Wegstreckenzähler sprang von 199.999,9 Meilen zurück auf 100.000,0 Meilen. 1992 wurde dieser Fehler korrigiert. Da die Kilometeranzeige auch über 200.000,0 km anzeigte, musste man nur Kilometer- und Meilenanzeige vergleichen, um die richtige Wegstrecke eines Gebrauchtwagens festzustellen.[2]

### Klimaanlagen
Alle XLT- und Eddie Bauer-Versionen (und die meisten XL-Fahrzeuge) hatten ab Werk eine Klimaanlage. Ab 1988 hatten die besseren Versionen auch eine Klimaautomatik. Die Fenster der zweiten Sitzreihe waren als Schiebefenster ausgeführt.

### Andere Ausstattungsdetails
Als man 1992 den Mittelwählhebel der Automatik aufgab, gab es auf Wunsch eine Mittelkonsole am Boden. Sie hatte zwei kleine Becherhalter und einen Münzenspender (bisher im Handschuhfach). Der oben in der Mitte angebrachte Trip-Computer hatte zwar kein Thermometer und keinen Kompass wie bei Chrysler, aber er berechnete die Tagesstrecke (zusätzlich zum Wegstreckenzähler), den Benzinverbrauch (insgesamt und momentan), die verbleibende Wegstrecke bis zum Leerstand des Tanks und die Durchschnittsgeschwindigkeit. Seine zwei Kartenleselampen gab es zusätzlich zu den beiden in der XLT-Version bereits enthaltenen. Ein weiteres Ausstattungsdetail sind die sechs Aschenbecher und zwei Zigarettenanzünder in den frühen Aerostar-Modellen; offensichtlich hatte man besonders an die Raucher gedacht.

## Einstellung des Aerostar
Der Windstar war de facto der Nachfolger des Aerostar, wurde aber als PKW und nicht als Lieferwagen vermarktet. Der letzte Aerostar wurde am 17. März 1997 verkauft, nachdem die Modellreihe drei Jahre lang parallel zum Windstar lief.
1989 überholte der Aerostar GM in den Verkaufszahlen und belegte den zweiten Platz im Minivan-Segment. Chryslers Minivan-Konzept hatte jedoch großen Einfluss auf spätere Minivans, so dass diese alle mit Frontantrieb gefertigt wurden. Auch Ford konnte sich dem Trend nicht verschließen und plante 1994 die Einführung des 1995er-Windstar. Ursprünglich sollte der Aerostar bereits 1994 eingestellt werden. Nach Bekanntwerden der Pläne wurde die Ford-Zentrale in Dearborn mit Briefen von Kunden und Verkäufern überschüttet, die den Weiterbau des Aerostar forderten. Ford lenkte ein und gab bekannt, dass der Aerostar und der Windstar vorerst parallel angeboten würden. Dies verschaffte Ford drei Minivans unter zwei Marken (Aerostar, Windstar, Villager), im Gegensatz zu Chrysler, die einen Minivan für drei Marken hatten (Voyager, Caravan, Town & Country).
Der Ersatz des Bronco II durch den Explorer 1991 erwies sich als so erfolgreich, dass Ford bald das bestverkäufliche Kompakt-SUV der USA im Programm hatte. Der Explorer nahm dem Aerostar Kunden, die der Aerostar ein Jahrzehnt früher dem Country Squire abgenommen hatte.
Aerostar und Explorer wurden beide im inzwischen geschlossenen Werk in St. Louis hergestellt. 1996 gab Ford bekannt, dass 1997 das letzte Jahr für den Aerostar sein würde. Der Aufschrei der Kundschaft war aber nicht mehr so stark wie noch 1994, da die Minivans insgesamt an Popularität verloren hatten.

## Die Besonderheiten des Aerostar
Wie die anderen bahnbrechenden Modelle von 1986 beeinflusste der Aerostar die Konstruktion vieler seiner Konkurrenzprodukte, sogar noch heute.
- Der Aerostar war der erste serienmäßig gebaute Minivan, der ab 1990 Allradantrieb anbot. Seine Fortsetzung findet dies in heutigen Cross-Over-Modellen.
- Der Aerostar war der erste Minivan, der nur Sechszylindermotoren anbot (Der Vierzylinder war 1997 eingestellt worden).
- Der Aerostar Eddie Bauer war der erste Luxus-Minivan. Er wurde 1988 eingeführt; der Chrysler Town and Country kam erst 1990 als Minivan.
- Die Schiebefenster des Aerostar in der zweiten Sitzreihe waren in den USA ohne Beispiel.
- Die 1997 eingeführte 5R55E-Automatik war die erste Fünfstufenautomatik in einem Minivan.

## Prototypen
Im Jahre 1985 wurden die zwei Konzeptfahrzeuge Ghia Aerovan und Concept Ford Aerostar gezeigt.
1987 wurde unter der Bezeichnung HFX Ghia Aerostar ein fahrtüchtiger Prototyp mit 3,0-Liter-V6-Motor und 162 PS, Luftfederung und zahlreichen elektronischen Ausstattungsdetails präsentiert.